# Marta Dąbrowska (sportowiec)
Marta Dąbrowska (ur. 31 sierpnia 1989 w Łodzi) – polska karateczka. Mistrzyni świata juniorek oraz mistrzyni świata seniorek w karate WKF. 
Jest absolwentką gimnazjum nr 36 oraz XXV Liceum Ogólnokształcącego im. Stefana Żeromskiego w Łodzi. Obecnie studentka Business Management na Uniwersytecie Łódzkim.  W roku 2008 zdobyła 6 medali dla Polski na imprezach najwyższej rangi. Jest reprezentantką Polski oraz kadry akademickiej AZS od 2008 roku. 
Swą karierę rozpoczęła w 1997 roku.

## Sukcesy
- Mistrzostwa Europy ESKA Lucerna 2006 – 2 brązowe medale kumite kadetek i juniorek
- Wicemistrzyni Europy WKF Izmir 2007 – kumite kadetek 57kg
- Mistrzyni Europy ESKA Porto 2007 – kumite drużynowe seniorek
- Wicemistrzyni Europy ESKA Porto 2007 – kumite seniorek
- Wicemistrzyni Europy ESKA Porto 2007 – kumite juniorek
- Brązowy medal ME ESKA Porto 2007 – kumite drużynowe juniorek
- Mistrzyni Świata WSKA Bydgoszcz 2007 – kumite drużynowe juniorek
- Mistrzyni Europy ESKA Crawley 2008 – kumite drużynowe seniorek
- Wicemistrzyni Europy ESKA Crawley 2008 – kumite juniorek
- SZK Grand Prix Slovakia 2011 – kumite kobiet 61kg
- Harasuto KK, Harasuto Cup – kumite kobiet 61kg

### 2009
- Mistrzyni Świata WSKA Cancun 2009 – kumite seniorek
- Mistrzyni Świata WSKA Cancun 2009 – kumite juniorek
- Central Europe Bydgoszcz – brązowy medal kumite open, złoto kumite drużynowe
- Akademickie Mistrzostwa polski Wrocław – brązowy medal kumite indywidualnie – 68 kg, srebro kumite drużynowe
- V Puchar Europy Harasuto Łódź- 2 srebrne medale kumite indywidualnie i drużynowo

### 2008
- Grand Prix Pilzen – złoty medal kumite drużynowe, brązowy medal kumite – 60 kg
- Budapeszt Open – złoty medal kumite – 60kg, srebrny medal kumite drużynowe
- Puchar Europy Harasuto Łódź – srebrny medal kumite – 60 kg, srebrny medal kumite drużynowe
- Mistrzostwa Europy Juniorów WKF Triest – 5 miejsce kumite indywidualnie – 60 kg, 5 miejsce kumite drużynowe
- Puchar Polski Kalisz – dwa złote medale kumite -60 kg i open

- Mistrzostwa Polski JShotokan 2007 Wrocław – srebrny medal kumite drużynowe seniorek, brązowy kumite drużynowe juniorek
- Mistrzostwa Polski Juniorów WKF 2007 Gryfino – złoty medal kumite -60 kg
- Drużynowe MP Goleniów 2007 – brązowy medal kumite drużynowe seniorek
- Drużynowe MP Goleniów 2007 – srebrny medal kumite drużynowe juniorek
- Irish Open Dublin 2007 – złoty medal kumite indywidualnie i brązowy kumite drużynowe
- Mistrzostwa Polski Seniorów WKF 2006 Bydgoszcz – srebrny medal kata
- Mistrzostwa Polski Shotokan 2006 Poznań – 2 złote medale kumite i kata kadetek, brązowy medal kumite juniorek, dwa złote medale kumite drużynowe (kadetki, juniorki)
- Mistrzostwa Polski Juniorów mł. WKF 2006 Kalisz – złoty medal kumite -57 kg, złoty medal kata
- Drużynowe Mistrzostwa Polski Karate WKF Szczecin 2006 – złoty medal kumite juniorek młodszych
- Grado 2007 – pierwsze miejsce kumite kadetek +57 kg
- Irish Open 2007 Dublin – pierwsze miejsce kumite kadetek – 57 kg, Trzecie miejsce drużynowo
- Czech Open 2006 Plzen – złoty medal kumite indywidualnie i srebrny kumite drużynowe

Koenigsberg Open 2005 – złoty medal kumite indywidualne i srebrny kumite drużynowe
- I Mistrzostwa Europy ESKU Noale 2004 (brązowy medal kumite drużynowe kadetek)
- IX Krokoyama Cup 2004 -brązowy medal kumite open
- Tatabanya Open 2004 – złoto kumite, brąz drużyna
- VIII Krokoyama Cup 2003 – brązowy medal kumite,
- MŚ IKF Budapeszt 2002 (2 brązowe kumite ind. i dr.)